# 阿基尔·米切尔
阿基尔·安东尼·米切尔（英語：Akil Anthony Mitchell，1992年6月26日—）為美國男子籃球運動員，代表巴拿馬參加國際賽。現效力於菲律賓籃球協會馬尼拉電氣

## 職業生涯
2023年4月29日，烏馬考灰熊簽下米切尔。6月8日，米切尔與中国男子篮球职业联赛宁波富邦簽下1+2年合約。9月7日，米切尔正式加盟宁波火箭。
2024年1月14日，宁波富邦宣布解除米切尔的合約。米切尔代表宁波富邦出賽18場，場均上場30.7分鐘，可挹注15.3分、10.4籃板、2.6助攻、1.7抄截。3月4日，卡瓜斯克里奧人簽下米切尔。7月5日，B1聯賽橫濱海盜與米切尔簽約。9月1日，應米切尔要求，橫濱海盜中止與米切尔的合約。9月19日，青岛国信海天宣布與米切尔完成簽約。11月5日，青岛国信海天取消註冊米切尔，由乔丹·米奇頂替，米切尔代表青岛国信海天出賽10場，場均上陣23.4分鐘，可貢獻6.5分、9.7籃板。11月10日，菲律賓籃球協會馬尼拉電氣引進米切尔作為球隊在PBA委員盃的外援。

## 外部連結
- 阿基尔·米切尔在fiba.basketball（英语）
- 阿基尔·米切尔在archive.fiba.com（archived）（英语）
- 阿基尔·米切尔在NBA G聯盟（英语）
- 阿基尔·米切尔在義大利籃球聯賽（意大利语）
- 阿基尔·米切尔在德國籃球甲級聯賽（德语）
- 阿基尔·米切尔在土耳其籃球超級聯賽（英语）
- 阿基尔·米切尔在中国男子篮球职业联赛
- 阿基尔·米切尔在Basketball-Reference.com（NBA）（英语）
- 阿基尔·米切尔在Basketball-Reference.com（NBA G聯盟）（英语）
- 阿基尔·米切尔在Basketball-Reference.com（國際）（英语）
- 阿基尔·米切尔在Sports-Reference.com（NCAA）（英语）
- 阿基尔·米切尔在ESPN（NBA）（英语）
- 阿基尔·米切尔在Eurobasket.com（球員）（英语）
- 阿基尔·米切尔在RealGM（英语）
- 阿基尔·米切尔在Proballers（英语）
- 阿基尔·米切尔在中国篮球数据库（新浪网）
- 阿基尔·米切尔在Flashscore（英语）